# Zhanhua, Binzhou
Zhanhua (în chineză simplificată: 沾化; chineză tradițională: 霑化; pinyin: Zhānhuà) este un district din Binzhou⁠(d), provincia Shandong, Republica Populară Chineză. A fost comitat până în 2014.
Populația sa în 1999 era de 381.416 de locuitori.

## Diviziuni administrative
Începând cu 2012, acest district este împărțit în 2 subdistricte, 5 orașe și 5 municipii.
Subdistricte
- Subdistrictul Fuguo (富国街道)
- Subdistrictul Fuyuan (富源街道)

Orașe
| - Xiawa (下洼镇) - Gucheng (古城镇) - Fengjia (冯家镇) | - Botou (泊头镇) - Dagao (大高镇) |

Municipii
| - Municipiul Huangsheng (黄升乡) - Municipiul Binhai (滨海乡) - Municipiul Xiahe (下河乡) | - Municipiul Liguo (利国乡) - Municipiul Haifang (海防乡) |

## Clima
| Date climatice pentru Zhanhua (1991–2020)    | Date climatice pentru Zhanhua (1991–2020) | Date climatice pentru Zhanhua (1991–2020) | Date climatice pentru Zhanhua (1991–2020) | Date climatice pentru Zhanhua (1991–2020) | Date climatice pentru Zhanhua (1991–2020) | Date climatice pentru Zhanhua (1991–2020) | Date climatice pentru Zhanhua (1991–2020) | Date climatice pentru Zhanhua (1991–2020) | Date climatice pentru Zhanhua (1991–2020) | Date climatice pentru Zhanhua (1991–2020) | Date climatice pentru Zhanhua (1991–2020) | Date climatice pentru Zhanhua (1991–2020) | Date climatice pentru Zhanhua (1991–2020) |
| Luna                                         | Ian                                       | Feb                                       | Mar                                       | Apr                                       | Mai                                       | Iun                                       | Iul                                       | Aug                                       | Sep                                       | Oct                                       | Nov                                       | Dec                                       | Anual                                     |
| -------------------------------------------- | ----------------------------------------- | ----------------------------------------- | ----------------------------------------- | ----------------------------------------- | ----------------------------------------- | ----------------------------------------- | ----------------------------------------- | ----------------------------------------- | ----------------------------------------- | ----------------------------------------- | ----------------------------------------- | ----------------------------------------- | ----------------------------------------- |
| Maxima medie °C (°F)                         | 2.9 (37,2)                                | 6.5 (43,7)                                | 13.2 (55,8)                               | 20.6 (69,1)                               | 26.5 (79,7)                               | 30.8 (87,4)                               | 31.8 (89,2)                               | 30.3 (86,5)                               | 26.9 (80,4)                               | 20.6 (69,1)                               | 12.0 (53,6)                               | 4.7 (40,5)                                | 18,9 (66,02)                              |
| Media zilnică °C (°F)                        | −2.4 (27,7)                               | 0.6 (33,1)                                | 6.8 (44,2)                                | 14.1 (57,4)                               | 20.3 (68,5)                               | 24.9 (76,8)                               | 27.0 (80,6)                               | 25.8 (78,4)                               | 21.3 (70,3)                               | 14.4 (57,9)                               | 6.4 (43,5)                                | −0.3 (31,5)                               | 13,24 (55,84)                             |
| Minima medie °C (°F)                         | −6.4 (20,5)                               | −3.7 (25,3)                               | 1.7 (35,1)                                | 8.5 (47,3)                                | 14.6 (58,3)                               | 19.5 (67,1)                               | 22.9 (73,2)                               | 22.1 (71,8)                               | 16.6 (61,9)                               | 9.6 (49,3)                                | 2.0 (35,6)                                | −4.1 (24,6)                               | 8,61 (47,49)                              |
| Precipitații mm (inches)                     | 3.9 (0.154)                               | 8.2 (0.323)                               | 7.9 (0.311)                               | 25.9 (1.02)                               | 41.9 (1.65)                               | 77.7 (3.059)                              | 158.6 (6.244)                             | 147.1 (5.791)                             | 35.8 (1.409)                              | 26.3 (1.035)                              | 18.9 (0.744)                              | 4.3 (0.169)                               | 556,5 (21,909)                            |
| Umiditate [%]                                | 61                                        | 58                                        | 54                                        | 55                                        | 59                                        | 64                                        | 77                                        | 80                                        | 73                                        | 67                                        | 66                                        | 63                                        | 64,8                                      |
| Nr. de zile cu precipitații (≥ 0.1 mm)       | 1.8                                       | 2.5                                       | 2.6                                       | 4.6                                       | 5.5                                       | 8.0                                       | 10.5                                      | 9.8                                       | 5.9                                       | 4.8                                       | 3.7                                       | 2.5                                       | 62,2                                      |
| Nr. mediu de zile cu ninsoare                | 3.0                                       | 2.6                                       | 1.0                                       | 0.1                                       | 0                                         | 0                                         | 0                                         | 0                                         | 0                                         | 0                                         | 0.7                                       | 2.1                                       | 9,5                                       |
| Ore însorite                                 | 169.5                                     | 171.8                                     | 223.9                                     | 240.4                                     | 266.9                                     | 236.7                                     | 202.6                                     | 205.8                                     | 207.9                                     | 199.2                                     | 167.4                                     | 164.0                                     | 2.456,1                                   |
| Sursă: Administrația Meteorologică din China |                                           |                                           |                                           |                                           |                                           |                                           |                                           |                                           |                                           |                                           |                                           |                                           |                                           |